# Jarville-la-Malgrange
Jarville-la-Malgrange – miejscowość i gmina we Francji, w regionie Grand Est, w departamencie Meurthe i Mozela.
Według danych na rok 1990 gminę zamieszkiwały 9992 osoby, a gęstość zaludnienia wynosiła 4112 osób/km² (wśród 2335 gmin Lotaryngii Jarville-la-Malgrange plasuje się na 32. miejscu pod względem liczby ludności, natomiast pod względem powierzchni na miejscu 1210.).

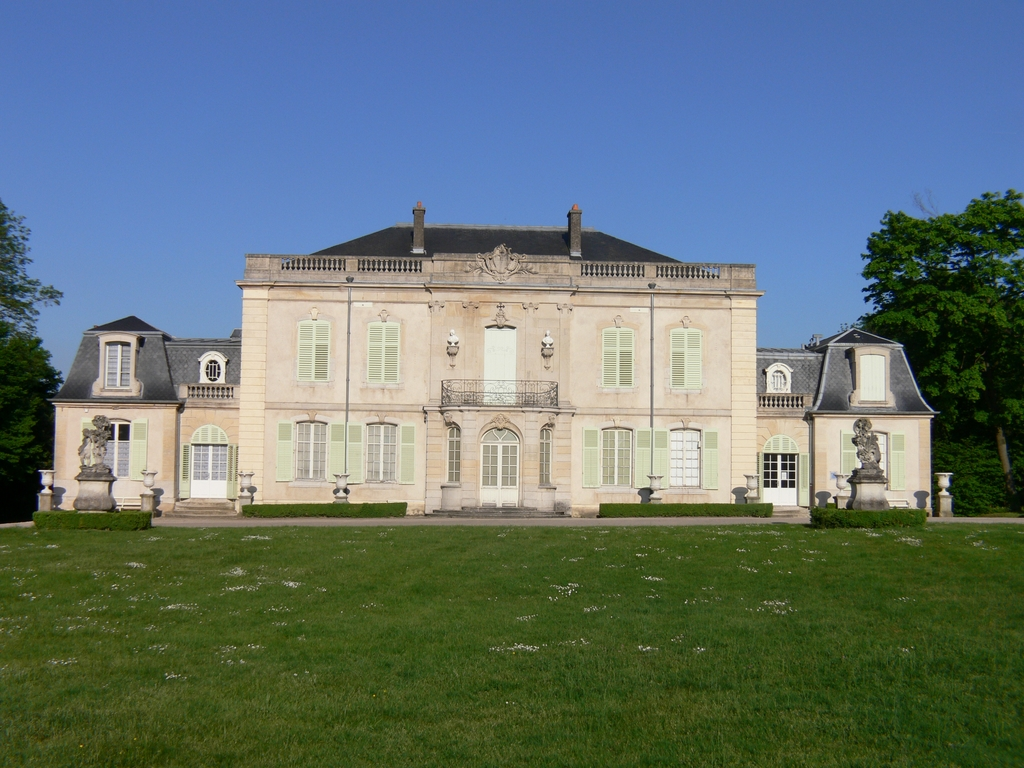
Zamek Montaigu (2008)
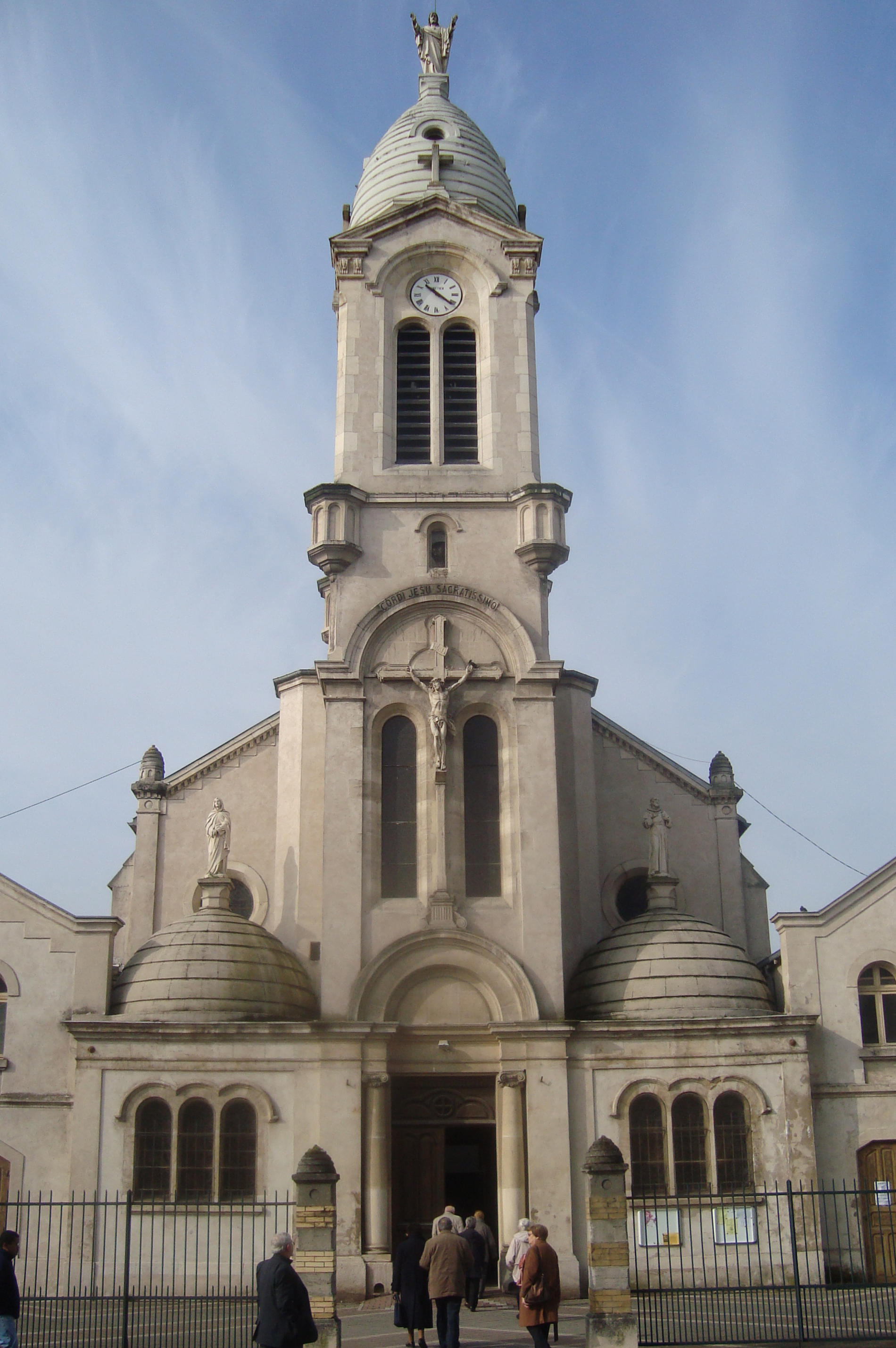
Kościół Najświętszego Serca Jezusa (2011)

## Populacja

Populacja Jarville-la-Malgrange w latach 1962–2008